# Miamira
Miamira es un género de moluscos nudibranquios de la familia Chromodorididae (babosas de mar).

## Especies
El género Miamira incluye un total de 6 especies descritas:
- Miamira alleni (Gosliner, 1996)
- Miamira flavicostata Baba, 1940
- Miamira magnifica Eliot, 1904
- Miamira miamirana (Bergh, 1875)
- Miamira moloch (Rudman, 1988)
- Miamira sinuata (van Hasselt, 1824)

## Galería

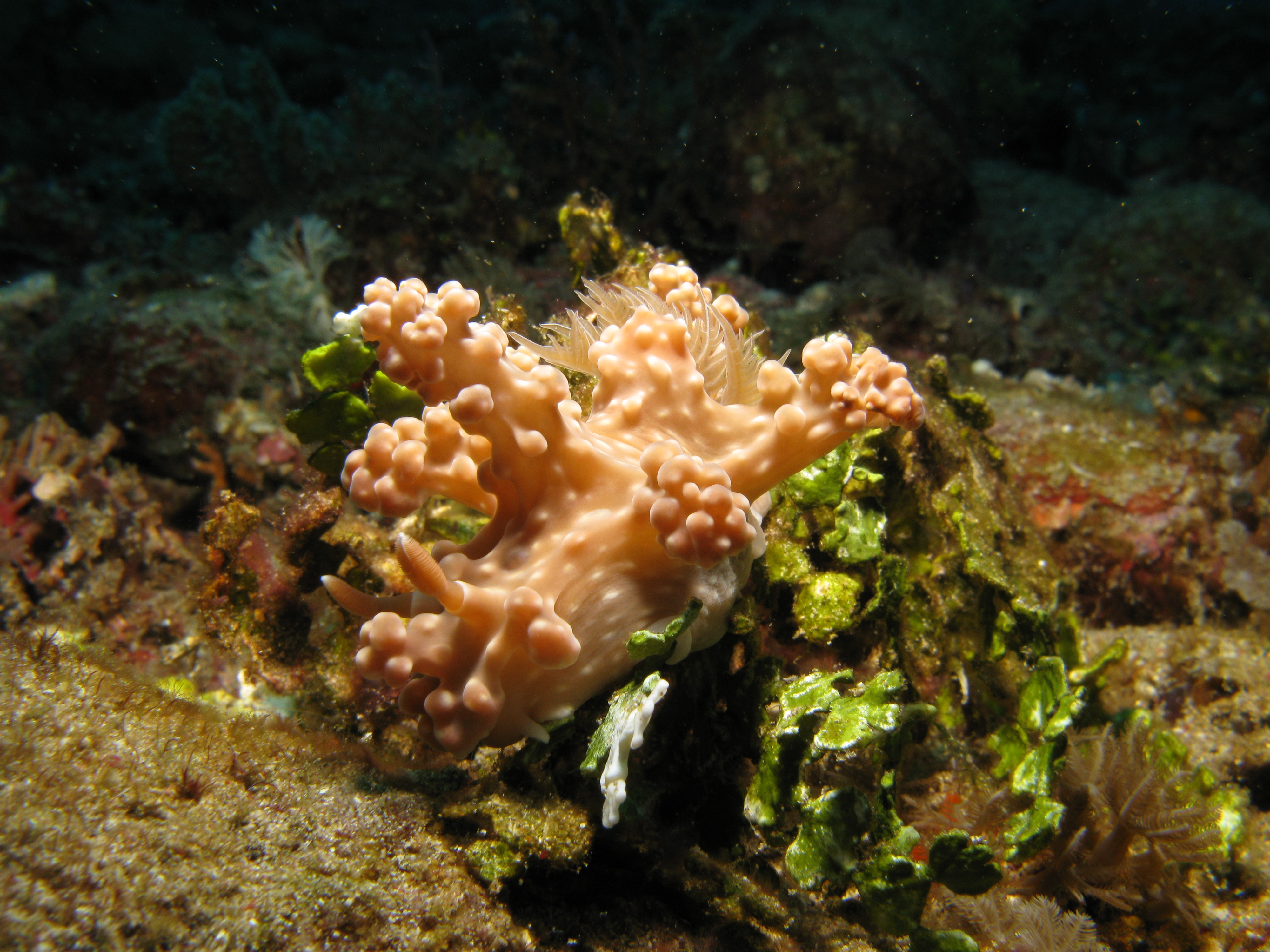
Miamira alleni
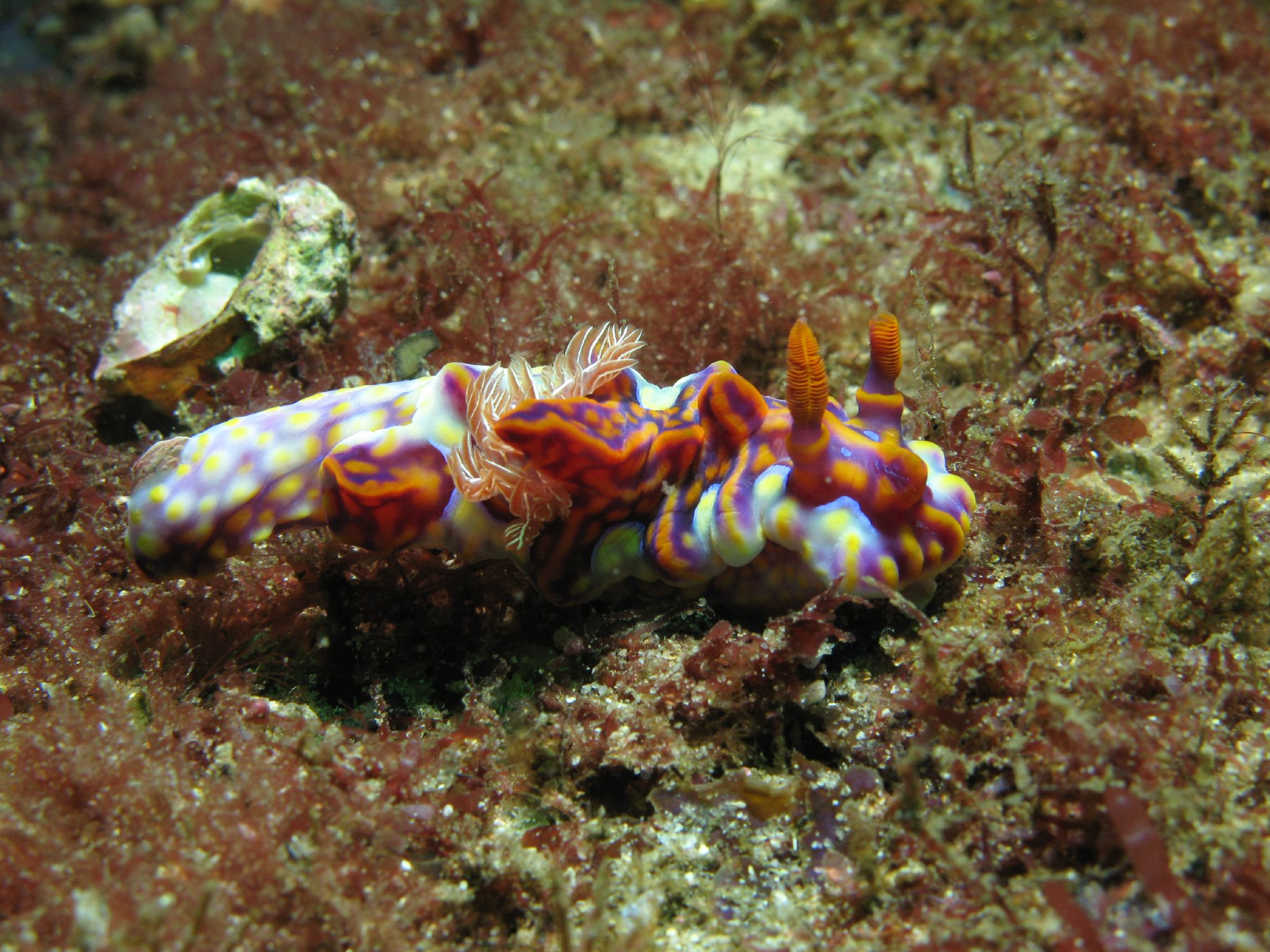
Miamira flavicostata
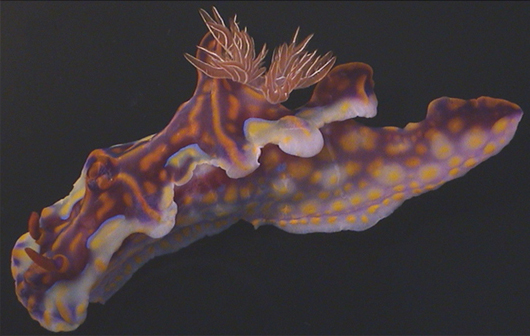
Miamira magnifica
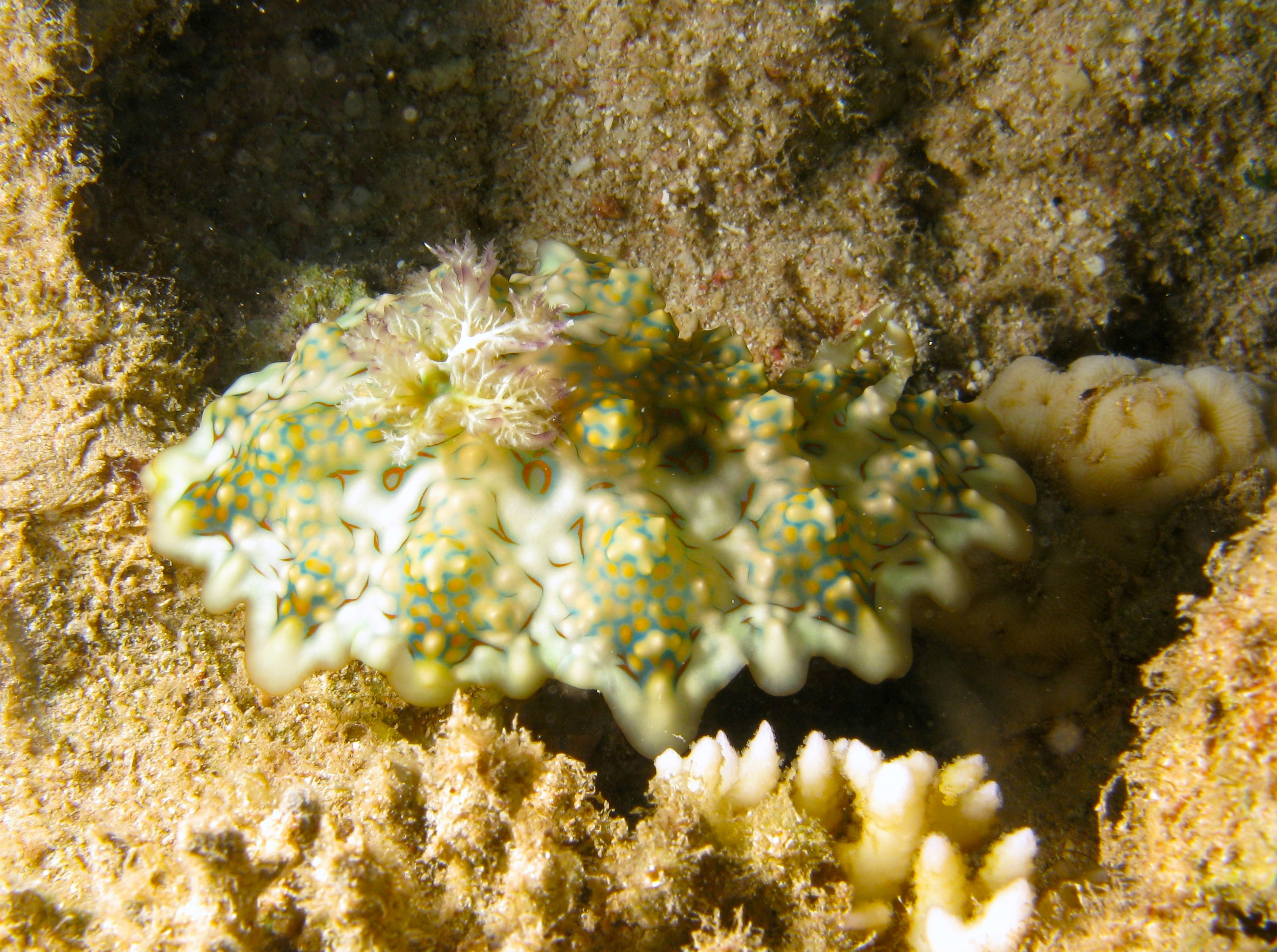
Miamira miamirana
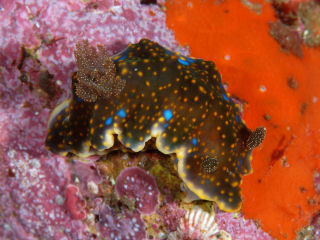
Miamira sinuata